# Sancho Sanchez van Gascogne
Sancho II Sanchez van Gascogne (ca. 800 - 855) was hertog van Gascogne.
Sancho, in 836 opvolger van zijn broer Aznar, werd een zo goed als zelfstandig heerser in Gascogne, tegen de zin van Pepijn I van Aquitanië.
Na de dood van Pepijn I in 838, gaf Sancho wel zijn steun aan diens zoon Pepijn II. Ook nadat Lodewijk de Vrome Pepijn II had verslagen, zette Sancho zijn eigen heerschappij door. In 848 bezette hij Bordeaux nadat de Vikingen de stad hadden verlaten. Hierop noemde hij zich "hertog van Gascogne". Korte tijd later was hij echter gedwongen om zijn onafhankelijke politiek op te geven en onderwierp zich nog voor 850 aan Karel de Kale. Korte tijd later had Sancho daar voordeel van toen hij door een Moorse aanvoerder gevangen was genomen en Karel zijn vrijlating onderhandelde. Als wederdienst leverde Sancho in 852 Pepijn II uit aan Karel.
Gezien zijn patroniem heette zijn vader ook Sanchez maar daar is nauwelijks iets over bekend. Mogelijk was deze een zoon van Wolf II. Sancho was waarschijnlijk vader van Sancho Mittara.